# Jacob Fabricius
För andra betydelser, se Jacob Fabricius (olika betydelser).
Jacob Fabricius, född 20 augusti 1704 i Lindesberg, död 11 december 1741 i Karlskrona, var en svensk präst och författare.

## Biografi
Fabricius var amiralitetspastor i Karlskrona amiralitetsförsamling och är ihågkommen för att han en kort tid före sin död var gift med författarinnan Hedvig Charlotta Nordenflycht. Men också han var poet. Postumt utkom 1744 Amaranther, som bland annat innehåller dikter präglade av pietistisk skönhetsmystik och den av platonsk dygdeuppfattning präglade allegorien Vänskaps väg.